# A.R. Monex Women's
L'Astana Women's Team (codi UCI: ASA) és un equip ciclista femení italià amb llicència del Kazakhstan. Té categoria UCI Women's Team.
Creat al 1996 amb el nom de Acca Due O, al llarg de la seva història també se la conegut com a Safi-Pasta Zara, Diadora-Pasta Zara o Pasta Zara-Cogeas. El 2014 es va fusionar amb Chirio-Forno d'Asolo, creant així el Forno d'Asolo-Astute. A partir del 2015 es converteix amb la secció femenina del Astana Pro Team. El 2021 canvia de nom a A.R. Monex i el 2022 al seu nom original Acca Due O.
No s'ha de confondre amb l'equip Astana BePink Women's Team.

## Principals ress
- A les proves de la Copa del món i de l'UCI Women's WorldTour:
  - Trofeu Internacional: Alessandra Cappellotto (1998)
  - Gran Premi Guillem Tell femení: Zulfià Zabírova (1998)
  - World Cup Hamilton City: Roberta Bonanomi (1999)
  - Primavera Rosa: Sara Felloni (1999), Diana Žiliūtė (2000)
  - Volta a Nuremberg: Diana Žiliūtė (2003)
  - Rotterdam Tour: Chantal Beltman (2003)
  - Geelong World Cup: Rochelle Gilmore (2005)
  - Fletxa Valona femenina: Nicole Cooke (2005)

- Altres:
  - Gran Bucle femení: Edita Pučinskaitė (1998), Diana Žiliūtė (1999)
  - Volta a Turíngia femenina: Edita Pučinskaitė (1998), Olga Zabelínskaia (2010)
  - Giro de Toscana-Memorial Michela Fanini: Edita Pučinskaitė (1999), Diana Žiliūtė (2009)
  - Giro d'Itàlia femení: Nicole Cooke (2004)

## Classificacions UCI
Aquesta taula mostra la plaça de l'equip a la classificació de la Unió Ciclista Internacional a final de temporada i també la millor ciclista en la classificació individual de cada temporada.
| Temporada | Classificació per equips | Millor ciclista en la classificació individual |
| --------- | ------------------------ | ---------------------------------------------- |
| 1998      | -                        | Alessandra Cappellotto (1a)                    |
| 1999      | -                        | Diana Žiliūtė (3a)                             |
| 2000      | 1r                       | Diana Žiliūtė (1a)                             |
| 2001      | 2n                       | Mirjam Melchers (3a)                           |
| 2002      | 4t                       | Nicole Brändli (3a)                            |
| 2003      | 6è                       | Diana Žiliūtė (13a)                            |
| 2004      | 4t                       | Nicole Cooke (12a)                             |
| 2005      | 5è                       | Nicole Cooke (9a)                              |
| 2006      | 10è                      | Diana Žiliūtė (17a)                            |
| 2007      | 6è                       | Giorgia Bronzini (5a)                          |
| 2008      | 20è                      | Diana Žiliūtė (22a)                            |
| 2009      | 8è                       | Diana Žiliūtė (12a)                            |
| 2010      | 7è                       | Olga Zabelínskaia (11a)                        |
| 2011      | 11è                      | Shelley Olds (33a)                             |
| 2012      | 10è                      | Giorgia Bronzini (11a)                         |
| 2013      | 14è                      | Inga Čilvinaitė (33a)                          |
| 2014      | 27è                      | Ingrid Drexel (186a)                           |
| 2015      | 28è                      | Ingrid Drexel (205a)                           |
| 2016      | 21è                      | Arianna Fidanza (73a)                          |
| 2017      | 17è                      | Arlenis Sierra (21a)                           |
| 2018      | 11è                      | Arlenis Sierra (12a)                           |
| 2019      | 16è                      | Arlenis Sierra (16a)                           |
| 2020      | 15è                      | Arlenis Sierra (29a)                           |
| 2021      | 14è                      | Arlenis Sierra (26a)                           |

Del 1998 al 2015 l'equip va participar en la Copa del món. Abans de la temporada 2006 no hi havia classificació per equips, i es mostra la millor ciclista en la classificació individual.
| Temporada | Classificació per equips | Millor ciclista en la classificació individual |
| --------- | ------------------------ | ---------------------------------------------- |
| 1998      | -                        | Alessandra Cappellotto (2a)                    |
| 1999      | -                        | Sara Felloni (5a)                              |
| 2000      | -                        | Diana Žiliūtė (1a)                             |
| 2001      | -                        | Mirjam Melchers (2a)                           |
| 2002      | -                        | Nicole Brändli (15a)                           |
| 2003      | -                        | Diana Žiliūtė (6a)                             |
| 2004      | -                        | Regina Schleicher (21a)                        |
| 2005      | -                        | Rochelle Gilmore (6a)                          |
| 2006      | 18è                      | Diana Žiliūtė (33a)                            |
| 2007      | 16è                      | Marta Bastianelli (22a)                        |
| 2008      | 17è                      | Marta Bastianelli (9a)                         |
| 2009      | 21è                      | Rasa Leleivytė (49a)                           |
| 2010      | 12è                      | Olga Zabelínskaia (35a)                        |
| 2011      | 17è                      | Olga Zabelínskaia (28a)                        |
| 2012      | 19è                      | Giorgia Bronzini (23a)                         |
| 2013      | 21è                      | Amber Neben (48a)                              |
| 2014      | -                        | -                                              |
| 2015      | 28è                      | Larisa Pankova (67a)                           |

A partir del 2016, l'UCI Women's WorldTour va substituir la copa del món
| Temporada | Classificació per equips | Millor ciclista en la classificació individual |
| --------- | ------------------------ | ---------------------------------------------- |
| 2016      | 22è                      | Arianna Fidanza (75a)                          |
| 2017      | 12è                      | Arlenis Sierra (16a)                           |
| 2018      | 9è                       | Arlenis Sierra (19a)                           |
| 2019      | 19è                      | Arlenis Sierra (36a)                           |
| 2020      | 15è                      | Arlenis Sierra (26a)                           |
| 2021      | 15è                      | Arlenis Sierra (73a)                           |

## Composició de l'equip
| \| Llista de l'equip 2012 \| Llista de l'equip 2012 \| Llista de l'equip 2012 \| Llista de l'equip 2012 \| \| Ciclista \| Data de naixement \| Equip previ \| \| \| ------------------------------------- \| ---------------------- \| ----------------------------------- \| ---------------------- \| \| Alona Andruk (1 de gen–10 de juny) \| 11 de juny de 1987 \| USC Chirio Forno d'Asolo (2008) \| \| \| Polona Batagelj (1 de gen–10 de juny) \| 7 de juny de 1989 \| Bizkaia-Durango (2011) \| \| \| Giada Borgato \| 15 de juny de 1989 \| Colavita Forno d'Asolo (2011) \| \| \| Giorgia Bronzini \| 3 de agost de 1983 \| Colavita Forno d'Asolo (2011) \| \| \| Rossella Callovi \| 5 de abril de 1991 \| MCipollini-Giordana (2011) \| \| \| Inga Čilvinaitė \| 14 de febrer de 1986 \| \| \| \| Giulia Donato (20 de juny–24 de juny) \| 26 de setembre de 1992 \| \| \| \| Alessandra D'Ettorre \| 8 de maig de 1978 \| Colavita Forno d'Asolo (2011) \| \| \| Edita Janeliūnaitė \| 16 de desembre de 1988 \| Colavita Forno d'Asolo (2011) \| \| \| Amber Pierce \| 27 de març de 1981 \| Palo Alto Bicycle Shop-Tibco (2009) \| \| \| Agnė Šilinytė \| 12 de abril de 1991 \| \| \| \| Francesca Stefani \| 25 de gener de 1991 \| \| \| \| Alice Tagliapietra \| 8 de març de 1993 \| \| \| \| \| \| \| \| \| Font: UCI \| \| \| \| |                        |                                     |  |
| Llista de l'equip 2012 |                        |                                     |  |
| Ciclista | Data de naixement      | Equip previ                         |  |
| Alona Andruk (1 de gen–10 de juny) | 11 de juny de 1987     | USC Chirio Forno d'Asolo (2008)     |  |
| Polona Batagelj (1 de gen–10 de juny) | 7 de juny de 1989      | Bizkaia-Durango (2011)              |  |
| Giada Borgato | 15 de juny de 1989     | Colavita Forno d'Asolo (2011)       |  |
| Giorgia Bronzini | 3 de agost de 1983     | Colavita Forno d'Asolo (2011)       |  |
| Rossella Callovi | 5 de abril de 1991     | MCipollini-Giordana (2011)          |  |
| Inga Čilvinaitė | 14 de febrer de 1986   |                                     |  |
| Giulia Donato (20 de juny–24 de juny) | 26 de setembre de 1992 |                                     |  |
| Alessandra D'Ettorre | 8 de maig de 1978      | Colavita Forno d'Asolo (2011)       |  |
| Edita Janeliūnaitė | 16 de desembre de 1988 | Colavita Forno d'Asolo (2011)       |  |
| Amber Pierce | 27 de març de 1981     | Palo Alto Bicycle Shop-Tibco (2009) |  |
| Agnė Šilinytė | 12 de abril de 1991    |                                     |  |
| Francesca Stefani | 25 de gener de 1991    |                                     |  |
| Alice Tagliapietra | 8 de març de 1993      |                                     |  |
| |                        |                                     |  |
| Font: UCI |                        |                                     |  |

| \| Llista de l'equip 2013 \| Llista de l'equip 2013 \| Llista de l'equip 2013 \| Llista de l'equip 2013 \| \| Ciclista \| Data de naixement \| Equip previ \| \| \| ---------------------------------------------- \| ---------------------- \| ----------------------------- \| ---------------------- \| \| Addyson Albershardt (1 de març–31 de des) \| 20 de agost de 1994 \| \| \| \| Giada Borgato \| 15 de juny de 1989 \| Colavita Forno d'Asolo (2011) \| \| \| Rossella Callovi \| 5 de abril de 1991 \| MCipollini-Giordana (2011) \| \| \| Inga Čilvinaitė \| 14 de febrer de 1986 \| \| \| \| Ingrid Drexel Clouthier (13 de març–31 de des) \| 28 de juliol de 1993 \| \| \| \| Véronique Fortin (13 de març–31 de des) \| 22 de novembre de 1980 \| Tibco-To the Top (2012) \| \| \| Evelyn García Marroquín \| 29 de desembre de 1982 \| Be Pink (2012) \| \| \| Edita Janeliūnaitė \| 16 de desembre de 1988 \| Colavita Forno d'Asolo (2011) \| \| \| Silvija Latožaitė (13 de març–31 de des) \| 20 de novembre de 1993 \| \| \| \| Amber Neben \| 18 de febrer de 1975 \| Specialized-Lululemon (2012) \| \| \| Martina Růžičková (13 de març–31 de des) \| 22 de març de 1980 \| SC Michela Fanini Rox (2012) \| \| \| Agnė Šilinytė \| 12 de abril de 1991 \| \| \| \| Lorena Vargas (13 de març–31 de des) \| 26 de agost de 1986 \| \| \| \| \| \| \| \| \| Font: UCI \| \| \| \|Nota: Addyson Albershardt |                        |                               |  |
| Llista de l'equip 2013 |                        |                               |  |
| Ciclista | Data de naixement      | Equip previ                   |  |
| Addyson Albershardt (1 de març–31 de des) | 20 de agost de 1994    |                               |  |
| Giada Borgato | 15 de juny de 1989     | Colavita Forno d'Asolo (2011) |  |
| Rossella Callovi | 5 de abril de 1991     | MCipollini-Giordana (2011)    |  |
| Inga Čilvinaitė | 14 de febrer de 1986   |                               |  |
| Ingrid Drexel Clouthier (13 de març–31 de des) | 28 de juliol de 1993   |                               |  |
| Véronique Fortin (13 de març–31 de des) | 22 de novembre de 1980 | Tibco-To the Top (2012)       |  |
| Evelyn García Marroquín | 29 de desembre de 1982 | Be Pink (2012)                |  |
| Edita Janeliūnaitė | 16 de desembre de 1988 | Colavita Forno d'Asolo (2011) |  |
| Silvija Latožaitė (13 de març–31 de des) | 20 de novembre de 1993 |                               |  |
| Amber Neben | 18 de febrer de 1975   | Specialized-Lululemon (2012)  |  |
| Martina Růžičková (13 de març–31 de des) | 22 de març de 1980     | SC Michela Fanini Rox (2012)  |  |
| Agnė Šilinytė | 12 de abril de 1991    |                               |  |
| Lorena Vargas (13 de març–31 de des) | 26 de agost de 1986    |                               |  |
| |                        |                               |  |
| Font: UCI |                        |                               |  |

| \| Llista de l'equip 2014 \| Llista de l'equip 2014 \| Llista de l'equip 2014 \| Llista de l'equip 2014 \| \| Ciclista \| Data de naixement \| Equip previ \| \| \| ------------------------------------------ \| ---------------------- \| ------------------------------- \| ---------------------- \| \| Rossella Callovi \| 5 de abril de 1991 \| MCipollini-Giordana (2011) \| \| \| Ingrid Drexel Clouthier \| 28 de juliol de 1993 \| \| \| \| Edita Janeliūnaitė \| 16 de desembre de 1988 \| Colavita Forno d'Asolo (2011) \| \| \| Milda Jankauskaitė (27 de juny–21 de maig) \| 1 de octubre de 1995 \| \| \| \| Reda Kaulinskaitė \| 28 de desembre de 1995 \| \| \| \| Jurgita Kubiliunaite \| 26 de agost de 1995 \| \| \| \| Silvija Latožaitė \| 20 de novembre de 1993 \| \| \| \| Jessenia Meneses \| 18 de juny de 1995 \| \| \| \| Lorenza Morfín \| 9 de gener de 1982 \| Valdarno (2010) \| \| \| Elena Novikova (27 de juny–31 de des) \| 14 de gener de 1984 \| \| \| \| Olena Olinik (27 de juny–31 de des) \| 3 de maig de 1989 \| ACS Chirio-Forno d'Asolo (2010) \| \| \| Valeria Pintos \| 17 de novembre de 1979 \| USC Chirio Forno d'Asolo (2007) \| \| \| Martina Růžičková \| 22 de març de 1980 \| SC Michela Fanini Rox (2012) \| \| \| Alena Sitsko \| 4 de desembre de 1987 \| Chirio Forno d'Asolo (2013) \| \| \| Daiva Tušlaitė \| 18 de juny de 1986 \| USC Chirio Forno d'Asolo (2009) \| \| \| Lorena Vargas \| 26 de agost de 1986 \| \| \| \| \| \| \| \| \| Font: UCI \| \| \| \| |                        |                                 |  |
| Llista de l'equip 2014 |                        |                                 |  |
| Ciclista | Data de naixement      | Equip previ                     |  |
| Rossella Callovi | 5 de abril de 1991     | MCipollini-Giordana (2011)      |  |
| Ingrid Drexel Clouthier | 28 de juliol de 1993   |                                 |  |
| Edita Janeliūnaitė | 16 de desembre de 1988 | Colavita Forno d'Asolo (2011)   |  |
| Milda Jankauskaitė (27 de juny–21 de maig) | 1 de octubre de 1995   |                                 |  |
| Reda Kaulinskaitė | 28 de desembre de 1995 |                                 |  |
| Jurgita Kubiliunaite | 26 de agost de 1995    |                                 |  |
| Silvija Latožaitė | 20 de novembre de 1993 |                                 |  |
| Jessenia Meneses | 18 de juny de 1995     |                                 |  |
| Lorenza Morfín | 9 de gener de 1982     | Valdarno (2010)                 |  |
| Elena Novikova (27 de juny–31 de des) | 14 de gener de 1984    |                                 |  |
| Olena Olinik (27 de juny–31 de des) | 3 de maig de 1989      | ACS Chirio-Forno d'Asolo (2010) |  |
| Valeria Pintos | 17 de novembre de 1979 | USC Chirio Forno d'Asolo (2007) |  |
| Martina Růžičková | 22 de març de 1980     | SC Michela Fanini Rox (2012)    |  |
| Alena Sitsko | 4 de desembre de 1987  | Chirio Forno d'Asolo (2013)     |  |
| Daiva Tušlaitė | 18 de juny de 1986     | USC Chirio Forno d'Asolo (2009) |  |
| Lorena Vargas | 26 de agost de 1986    |                                 |  |
| |                        |                                 |  |
| Font: UCI |                        |                                 |  |

| \| Llista de l'equip 2015 \| Llista de l'equip 2015 \| Llista de l'equip 2015 \| Llista de l'equip 2015 \| \| Ciclista \| Data de naixement \| Equip previ \| \| \| ------------------------------------------ \| ---------------------- \| ----------------------------- \| ---------------------- \| \| Marzhan Baitleuova \| 12 de març de 1994 \| \| \| \| Marika Campagnaro \| 27 de març de 1996 \| \| \| \| Olena Demydova \| 11 de setembre de 1995 \| \| \| \| Ksénia Dobrínina \| 11 de gener de 1994 \| Astana BePink Womens (2014) \| \| \| Ingrid Drexel Clouthier \| 28 de juliol de 1993 \| \| \| \| Milda Jankauskaitė (27 de juny–21 de maig) \| 1 de octubre de 1995 \| \| \| \| Aliya Kargaliyeva \| 22 de març de 1993 \| \| \| \| Larissa Pankowa \| 12 de maig de 1991 \| RusVelo (2013) \| \| \| Faina Potapova \| 12 de setembre de 1996 \| \| \| \| Carolina Rodríguez Gutiérrez \| 30 de setembre de 1993 \| Estado de México-Faren (2014) \| \| \| Natalya Saifutdinova \| 11 de febrer de 1989 \| \| \| \| Alena Sitsko (22 de maig–31 de des) \| 4 de desembre de 1987 \| Chirio Forno d'Asolo (2013) \| \| \| Natalya Sokovnina \| 18 de gener de 1990 \| \| \| \| Hanna Solovei (1 de gen–1 de jul) \| 31 de gener de 1992 \| \| \| \| Makhabbat Umutzhanova \| 11 de agost de 1994 \| Astana BePink Womens (2014) \| \| \| Yekaterina Yuraitis \| 8 de agost de 1996 \| \| \| \| Aizhan Zhaparova \| 5 de gener de 1989 \| RusVelo (2014) \| \| \| \| \| \| \| \| Font: ProCyclingStats \| \| \| \|Nota: Marzhan Baitleuova |                        |                               |  |
| Llista de l'equip 2015 |                        |                               |  |
| Ciclista | Data de naixement      | Equip previ                   |  |
| Marzhan Baitleuova | 12 de març de 1994     |                               |  |
| Marika Campagnaro | 27 de març de 1996     |                               |  |
| Olena Demydova | 11 de setembre de 1995 |                               |  |
| Ksénia Dobrínina | 11 de gener de 1994    | Astana BePink Womens (2014)   |  |
| Ingrid Drexel Clouthier | 28 de juliol de 1993   |                               |  |
| Milda Jankauskaitė (27 de juny–21 de maig) | 1 de octubre de 1995   |                               |  |
| Aliya Kargaliyeva | 22 de març de 1993     |                               |  |
| Larissa Pankowa | 12 de maig de 1991     | RusVelo (2013)                |  |
| Faina Potapova | 12 de setembre de 1996 |                               |  |
| Carolina Rodríguez Gutiérrez | 30 de setembre de 1993 | Estado de México-Faren (2014) |  |
| Natalya Saifutdinova | 11 de febrer de 1989   |                               |  |
| Alena Sitsko (22 de maig–31 de des) | 4 de desembre de 1987  | Chirio Forno d'Asolo (2013)   |  |
| Natalya Sokovnina | 18 de gener de 1990    |                               |  |
| Hanna Solovei (1 de gen–1 de jul) | 31 de gener de 1992    |                               |  |
| Makhabbat Umutzhanova | 11 de agost de 1994    | Astana BePink Womens (2014)   |  |
| Yekaterina Yuraitis | 8 de agost de 1996     |                               |  |
| Aizhan Zhaparova | 5 de gener de 1989     | RusVelo (2014)                |  |
| |                        |                               |  |
| Font: ProCyclingStats |                        |                               |  |

| \| Llista de l'equip 2016 \| Llista de l'equip 2016 \| Llista de l'equip 2016 \| Llista de l'equip 2016 \| \| Ciclista \| Data de naixement \| Equip previ \| \| \| ------------------------------------- \| ---------------------- \| ----------------------------- \| ---------------------- \| \| Tatiana Antóixina (1 de gen–4 de jul) \| 27 de juliol de 1982 \| Servetto Footon (2015) \| \| \| Sofia Beggin \| 12 de octubre de 1997 \| \| \| \| Sofia Bertizzolo \| 21 de agost de 1997 \| \| \| \| Ksénia Dobrínina \| 11 de gener de 1994 \| Astana BePink Womens (2014) \| \| \| Ingrid Drexel Clouthier \| 28 de juliol de 1993 \| \| \| \| Arianna Fidanza \| 6 de gener de 1995 \| Alé Cipollini (2015) \| \| \| Tatyana Geneleva \| 14 de abril de 1997 \| \| \| \| Viktoriya Pastarnak \| 31 de agost de 1997 \| \| \| \| Sara Pillon (15 de juny–31 de des) \| 23 de febrer de 1997 \| \| \| \| Faina Potapova \| 12 de setembre de 1996 \| \| \| \| Fanny Riberot \| 17 de març de 1983 \| Lointek (2015) \| \| \| Carolina Rodríguez Gutiérrez \| 30 de setembre de 1993 \| Estado de México-Faren (2014) \| \| \| Natalya Saifutdinova \| 11 de febrer de 1989 \| \| \| \| Natalya Sokovnina \| 18 de gener de 1990 \| \| \| \| Makhabbat Umutzhanova \| 11 de agost de 1994 \| Astana BePink Womens (2014) \| \| \| Svetlana Kuznetsova \| 15 de juliol de 1995 \| \| \| \| Nadezhda Geneleva \| 14 de abril de 1997 \| \| \| \| Yekaterina Yuraitis \| 8 de agost de 1996 \| \| \| \| \| \| \| \| \| Font: UCI \| \| \| \| |                        |                               |  |
| Llista de l'equip 2016 |                        |                               |  |
| Ciclista | Data de naixement      | Equip previ                   |  |
| Tatiana Antóixina (1 de gen–4 de jul) | 27 de juliol de 1982   | Servetto Footon (2015)        |  |
| Sofia Beggin | 12 de octubre de 1997  |                               |  |
| Sofia Bertizzolo | 21 de agost de 1997    |                               |  |
| Ksénia Dobrínina | 11 de gener de 1994    | Astana BePink Womens (2014)   |  |
| Ingrid Drexel Clouthier | 28 de juliol de 1993   |                               |  |
| Arianna Fidanza | 6 de gener de 1995     | Alé Cipollini (2015)          |  |
| Tatyana Geneleva | 14 de abril de 1997    |                               |  |
| Viktoriya Pastarnak | 31 de agost de 1997    |                               |  |
| Sara Pillon (15 de juny–31 de des) | 23 de febrer de 1997   |                               |  |
| Faina Potapova | 12 de setembre de 1996 |                               |  |
| Fanny Riberot | 17 de març de 1983     | Lointek (2015)                |  |
| Carolina Rodríguez Gutiérrez | 30 de setembre de 1993 | Estado de México-Faren (2014) |  |
| Natalya Saifutdinova | 11 de febrer de 1989   |                               |  |
| Natalya Sokovnina | 18 de gener de 1990    |                               |  |
| Makhabbat Umutzhanova | 11 de agost de 1994    | Astana BePink Womens (2014)   |  |
| Svetlana Kuznetsova | 15 de juliol de 1995   |                               |  |
| Nadezhda Geneleva | 14 de abril de 1997    |                               |  |
| Yekaterina Yuraitis | 8 de agost de 1996     |                               |  |
| |                        |                               |  |
| Font: UCI |                        |                               |  |

| \| Llista de l'equip 2017 \| Llista de l'equip 2017 \| Llista de l'equip 2017 \| Llista de l'equip 2017 \| \| Ciclista \| Data de naixement \| Equip previ \| \| \| ---------------------------- \| ---------------------- \| ----------------------------------------- \| ---------------------- \| \| Rinata Akhmetcha \| 17 de març de 1998 \| \| \| \| Sofia Beggin \| 12 de octubre de 1997 \| \| \| \| Sofia Bertizzolo \| 21 de agost de 1997 \| \| \| \| Arianna Fidanza \| 6 de gener de 1995 \| Alé Cipollini (2015) \| \| \| Tatyana Geneleva \| 14 de abril de 1997 \| \| \| \| Amiliya Iskakova \| 29 de març de 1995 \| \| \| \| Lisa Morzenti \| 23 de gener de 1998 \| \| \| \| Ielena Pavlukhina \| 1 de setembre de 1989 \| BTC City Ljubljana (2016) \| \| \| Carolina Rodríguez Gutiérrez \| 30 de setembre de 1993 \| Estado de México-Faren (2014) \| \| \| Natalya Saifutdinova \| 11 de febrer de 1989 \| \| \| \| Zhanerke Sanakbayeva \| 10 de gener de 1998 \| \| \| \| Arlenis Sierra Cañadilla \| 7 de desembre de 1992 \| World Cycling Centre (2016) \| \| \| Agnieszka Skalniak-Sójka \| 22 de abril de 1997 \| TKK Pacific Toruń - Nestlé Fitness (2016) \| \| \| Makhabbat Umutzhanova \| 11 de agost de 1994 \| Astana BePink Womens (2014) \| \| \| Lara Vieceli \| 16 de juliol de 1993 \| Inpa-Bianchi (2016) \| \| \| \| \| \| \| \| Font: UCI \| \| \| \| |                        |                                           |  |
| Llista de l'equip 2017 |                        |                                           |  |
| Ciclista | Data de naixement      | Equip previ                               |  |
| Rinata Akhmetcha | 17 de març de 1998     |                                           |  |
| Sofia Beggin | 12 de octubre de 1997  |                                           |  |
| Sofia Bertizzolo | 21 de agost de 1997    |                                           |  |
| Arianna Fidanza | 6 de gener de 1995     | Alé Cipollini (2015)                      |  |
| Tatyana Geneleva | 14 de abril de 1997    |                                           |  |
| Amiliya Iskakova | 29 de març de 1995     |                                           |  |
| Lisa Morzenti | 23 de gener de 1998    |                                           |  |
| Ielena Pavlukhina | 1 de setembre de 1989  | BTC City Ljubljana (2016)                 |  |
| Carolina Rodríguez Gutiérrez | 30 de setembre de 1993 | Estado de México-Faren (2014)             |  |
| Natalya Saifutdinova | 11 de febrer de 1989   |                                           |  |
| Zhanerke Sanakbayeva | 10 de gener de 1998    |                                           |  |
| Arlenis Sierra Cañadilla | 7 de desembre de 1992  | World Cycling Centre (2016)               |  |
| Agnieszka Skalniak-Sójka | 22 de abril de 1997    | TKK Pacific Toruń - Nestlé Fitness (2016) |  |
| Makhabbat Umutzhanova | 11 de agost de 1994    | Astana BePink Womens (2014)               |  |
| Lara Vieceli | 16 de juliol de 1993   | Inpa-Bianchi (2016)                       |  |
| |                        |                                           |  |
| Font: UCI |                        |                                           |  |

| \| Llista de l'equip 2018 \| Llista de l'equip 2018 \| Llista de l'equip 2018 \| Llista de l'equip 2018 \| \| Ciclista \| Data de naixement \| Equip previ \| \| \| ---------------------------- \| ---------------------- \| ------------------------------- \| ---------------------- \| \| Martina Alzini \| 10 de febrer de 1997 \| Alé Cipollini (2017) \| \| \| Sofia Beggin \| 12 de octubre de 1997 \| \| \| \| Sofia Bertizzolo \| 21 de agost de 1997 \| \| \| \| Amiliya Iskakova \| 29 de març de 1995 \| \| \| \| Blanca Moreno \| 8 de juliol de 1992 \| Team Proyecta Ingenieros (2017) \| \| \| Letizia Paternoster \| 22 de juliol de 1999 \| \| \| \| Elena Pirrone \| 21 de febrer de 1999 \| \| \| \| Jeidy Pradera \| 17 de febrer de 1998 \| \| \| \| Carolina Rodríguez Gutiérrez \| 30 de setembre de 1993 \| Estado de México-Faren (2014) \| \| \| Natalya Saifutdinova \| 11 de febrer de 1989 \| \| \| \| Arlenis Sierra Cañadilla \| 7 de desembre de 1992 \| World Cycling Centre (2016) \| \| \| Makhabbat Umutzhanova \| 11 de agost de 1994 \| Astana BePink Womens (2014) \| \| \| Lara Vieceli \| 16 de juliol de 1993 \| Inpa-Bianchi (2016) \| \| \| \| \| \| \| \| Font: UCI \| \| \| \| |                        |                                 |  |
| Llista de l'equip 2018 |                        |                                 |  |
| Ciclista | Data de naixement      | Equip previ                     |  |
| Martina Alzini | 10 de febrer de 1997   | Alé Cipollini (2017)            |  |
| Sofia Beggin | 12 de octubre de 1997  |                                 |  |
| Sofia Bertizzolo | 21 de agost de 1997    |                                 |  |
| Amiliya Iskakova | 29 de març de 1995     |                                 |  |
| Blanca Moreno | 8 de juliol de 1992    | Team Proyecta Ingenieros (2017) |  |
| Letizia Paternoster | 22 de juliol de 1999   |                                 |  |
| Elena Pirrone | 21 de febrer de 1999   |                                 |  |
| Jeidy Pradera | 17 de febrer de 1998   |                                 |  |
| Carolina Rodríguez Gutiérrez | 30 de setembre de 1993 | Estado de México-Faren (2014)   |  |
| Natalya Saifutdinova | 11 de febrer de 1989   |                                 |  |
| Arlenis Sierra Cañadilla | 7 de desembre de 1992  | World Cycling Centre (2016)     |  |
| Makhabbat Umutzhanova | 11 de agost de 1994    | Astana BePink Womens (2014)     |  |
| Lara Vieceli | 16 de juliol de 1993   | Inpa-Bianchi (2016)             |  |
| |                        |                                 |  |
| Font: UCI |                        |                                 |  |

| \| Llista de l'equip 2019 \| Llista de l'equip 2019 \| Llista de l'equip 2019 \| Llista de l'equip 2019 \| \| Ciclista \| Data de naixement \| Equip previ \| \| \| ----------------------------------- \| ---------------------- \| ------------------------------- \| ---------------------- \| \| Marie-Soleil Blais \| 21 de novembre de 1988 \| \| \| \| Amiliya Iskakova \| 29 de març de 1995 \| \| \| \| Marina Kurnossova \| 24 de agost de 2000 \| \| \| \| Blanca Moreno \| 8 de juliol de 1992 \| Team Proyecta Ingenieros (2017) \| \| \| Svetlana Pachshenko \| 26 de juliol de 2000 \| \| \| \| Elena Pirrone (1 de gen–31 de maig) \| 21 de febrer de 1999 \| \| \| \| Faina Potapova \| 12 de setembre de 1996 \| World Cycling Centre (2018) \| \| \| Jeidy Pradera \| 17 de febrer de 1998 \| \| \| \| Carolina Rodríguez Gutiérrez \| 30 de setembre de 1993 \| Estado de México-Faren (2014) \| \| \| Natalya Saifutdinova \| 11 de febrer de 1989 \| \| \| \| Lizbeth Salazar \| 8 de desembre de 1996 \| Swapit Agolico (2018) \| \| \| Olga Shekel \| 28 de maig de 1994 \| SC Michela Fanini (2018) \| \| \| Arlenis Sierra Cañadilla \| 7 de desembre de 1992 \| World Cycling Centre (2016) \| \| \| Makhabbat Umutzhanova \| 11 de agost de 1994 \| Astana BePink Womens (2014) \| \| \| \| \| \| \| \| Font: UCI \| \| \| \|Nota: Marie-Soleil Blais |                        |                                 |  |
| Llista de l'equip 2019 |                        |                                 |  |
| Ciclista | Data de naixement      | Equip previ                     |  |
| Marie-Soleil Blais | 21 de novembre de 1988 |                                 |  |
| Amiliya Iskakova | 29 de març de 1995     |                                 |  |
| Marina Kurnossova | 24 de agost de 2000    |                                 |  |
| Blanca Moreno | 8 de juliol de 1992    | Team Proyecta Ingenieros (2017) |  |
| Svetlana Pachshenko | 26 de juliol de 2000   |                                 |  |
| Elena Pirrone (1 de gen–31 de maig) | 21 de febrer de 1999   |                                 |  |
| Faina Potapova | 12 de setembre de 1996 | World Cycling Centre (2018)     |  |
| Jeidy Pradera | 17 de febrer de 1998   |                                 |  |
| Carolina Rodríguez Gutiérrez | 30 de setembre de 1993 | Estado de México-Faren (2014)   |  |
| Natalya Saifutdinova | 11 de febrer de 1989   |                                 |  |
| Lizbeth Salazar | 8 de desembre de 1996  | Swapit Agolico (2018)           |  |
| Olga Shekel | 28 de maig de 1994     | SC Michela Fanini (2018)        |  |
| Arlenis Sierra Cañadilla | 7 de desembre de 1992  | World Cycling Centre (2016)     |  |
| Makhabbat Umutzhanova | 11 de agost de 1994    | Astana BePink Womens (2014)     |  |
| |                        |                                 |  |
| Font: UCI |                        |                                 |  |

| \| Llista de l'equip 2020 \| Llista de l'equip 2020 \| Llista de l'equip 2020 \| Llista de l'equip 2020 \| \| Ciclista \| Data de naixement \| Equip previ \| \| \| ------------------------ \| ---------------------- \| ------------------------------- \| ---------------------- \| \| Olivija Baleisyte \| 3 de setembre de 1998 \| \| \| \| Maryna Ivaniuk \| 19 de setembre de 1990 \| \| \| \| Blanca Moreno \| 8 de juliol de 1992 \| Team Proyecta Ingenieros (2017) \| \| \| Svetlana Pachshenko \| 26 de juliol de 2000 \| \| \| \| Francesca Pattaro \| 12 de març de 1995 \| Bepink (2019) \| \| \| Katia Ragusa \| 19 de maig de 1997 \| Bepink (2019) \| \| \| Natalya Saifutdinova \| 11 de febrer de 1989 \| \| \| \| Lizbeth Salazar \| 8 de desembre de 1996 \| Swapit Agolico (2018) \| \| \| Arlenis Sierra Cañadilla \| 7 de desembre de 1992 \| World Cycling Centre (2016) \| \| \| Yeima Torres \| 31 de juliol de 1987 \| \| \| \| Makhabbat Umutzhanova \| 11 de agost de 1994 \| Astana BePink Womens (2014) \| \| \| Olga Shekel \| 28 de maig de 1994 \| SC Michela Fanini (2018) \| \| \| \| \| \| \| \| Font: UCI \| \| \| \| |                        |                                 |  |
| Llista de l'equip 2020 |                        |                                 |  |
| Ciclista | Data de naixement      | Equip previ                     |  |
| Olivija Baleisyte | 3 de setembre de 1998  |                                 |  |
| Maryna Ivaniuk | 19 de setembre de 1990 |                                 |  |
| Blanca Moreno | 8 de juliol de 1992    | Team Proyecta Ingenieros (2017) |  |
| Svetlana Pachshenko | 26 de juliol de 2000   |                                 |  |
| Francesca Pattaro | 12 de març de 1995     | Bepink (2019)                   |  |
| Katia Ragusa | 19 de maig de 1997     | Bepink (2019)                   |  |
| Natalya Saifutdinova | 11 de febrer de 1989   |                                 |  |
| Lizbeth Salazar | 8 de desembre de 1996  | Swapit Agolico (2018)           |  |
| Arlenis Sierra Cañadilla | 7 de desembre de 1992  | World Cycling Centre (2016)     |  |
| Yeima Torres | 31 de juliol de 1987   |                                 |  |
| Makhabbat Umutzhanova | 11 de agost de 1994    | Astana BePink Womens (2014)     |  |
| Olga Shekel | 28 de maig de 1994     | SC Michela Fanini (2018)        |  |
| |                        |                                 |  |
| Font: UCI |                        |                                 |  |

| \| Llista de l'equip 2021 \| Llista de l'equip 2021 \| Llista de l'equip 2021 \| Llista de l'equip 2021 \| \| Ciclista \| Data de naixement \| Equip previ \| \| \| ------------------------ \| ---------------------- \| ------------------------------------------- \| ---------------------- \| \| Gaia Benzi \| 20 de desembre de 1999 \| \| \| \| Emma Faoro \| 21 de març de 2002 \| \| \| \| Ariadna Gutiérrez \| 22 de agost de 1991 \| Agolico (2020) \| \| \| Maria Jose Vargas \| 15 de febrer de 1996 \| Agolico (2020) \| \| \| Julieta Lledias Villegas \| 16 de abril de 2001 \| Agolico (2020) \| \| \| Eider Merino Cortázar \| 2 de agost de 1994 \| Movistar Team (2020) \| \| \| Maria Miliaieva \| 16 de juliol de 2001 \| Cogeas-Mettler-Look Pro Cycling Team (2020) \| \| \| Maria Novolodskaia \| 28 de juliol de 1999 \| Cogeas-Mettler-Look Pro Cycling Team (2020) \| \| \| Maria Pia Chiatto \| 13 de maig de 2002 \| \| \| \| Katia Ragusa \| 19 de maig de 1997 \| Bepink (2019) \| \| \| Andrea Ramirez Fregoso \| 25 de setembre de 1999 \| Agolico (2020) \| \| \| Lizbeth Salazar \| 8 de desembre de 1996 \| Swapit Agolico (2018) \| \| \| Arlenis Sierra Cañadilla \| 7 de desembre de 1992 \| World Cycling Centre (2016) \| \| \| Jade Teolis \| 12 de gener de 2002 \| \| \| \| Maria Vittoria Sperotto \| 20 de novembre de 1996 \| Cervélo-Bigla Pro Cycling Team (2020) \| \| \| \| \| \| \| \| Font: ProCyclingStats \| \| \| \| |                        |                                             |  |
| Llista de l'equip 2021 |                        |                                             |  |
| Ciclista | Data de naixement      | Equip previ                                 |  |
| Gaia Benzi | 20 de desembre de 1999 |                                             |  |
| Emma Faoro | 21 de març de 2002     |                                             |  |
| Ariadna Gutiérrez | 22 de agost de 1991    | Agolico (2020)                              |  |
| Maria Jose Vargas | 15 de febrer de 1996   | Agolico (2020)                              |  |
| Julieta Lledias Villegas | 16 de abril de 2001    | Agolico (2020)                              |  |
| Eider Merino Cortázar | 2 de agost de 1994     | Movistar Team (2020)                        |  |
| Maria Miliaieva | 16 de juliol de 2001   | Cogeas-Mettler-Look Pro Cycling Team (2020) |  |
| Maria Novolodskaia | 28 de juliol de 1999   | Cogeas-Mettler-Look Pro Cycling Team (2020) |  |
| Maria Pia Chiatto | 13 de maig de 2002     |                                             |  |
| Katia Ragusa | 19 de maig de 1997     | Bepink (2019)                               |  |
| Andrea Ramirez Fregoso | 25 de setembre de 1999 | Agolico (2020)                              |  |
| Lizbeth Salazar | 8 de desembre de 1996  | Swapit Agolico (2018)                       |  |
| Arlenis Sierra Cañadilla | 7 de desembre de 1992  | World Cycling Centre (2016)                 |  |
| Jade Teolis | 12 de gener de 2002    |                                             |  |
| Maria Vittoria Sperotto | 20 de novembre de 1996 | Cervélo-Bigla Pro Cycling Team (2020)       |  |
| |                        |                                             |  |
| Font: ProCyclingStats |                        |                                             |  |